# 松平定時
松平 定時（まつだいら さだとき）は、江戸時代前期の大名。伊予国今治藩の第2代藩主。定房系久松松平家2代。官位は従五位下・美作守。

## 略歴
初代藩主・松平定房の次男。母は内藤政長の娘。幼名は長松、長松丸。
寛文10年（1670年）に兄・定経が早世したため、同年8月に世子となる。延宝2年（1674年）6月26日、父の隠居で跡を継ぐ。文武を奨励するなどしたが、延宝4年（1676年）8月19日に父の後を追うように死去した。享年42。
跡を次男・定陳が継いだ。墓所は東京都江東区白河の霊巌寺。

## 系譜
- 父：松平定房（1604-1676）
- 母：内藤政長娘
- 側室：嶺頂院殿 - 平岡氏
  - 長男：松平定直（1660-1720）
- 生母不明の子女
  - 次男：松平定陳（1667-1702）
  - 三男：松平定昌
- 養子
  - 女子：松平忠周正室 - 松平定経長女